# Estadio Alberto Taleb
El Estadio Alberto Taleb es el estadio de fútbol en dónde juega como local el Club Atlético Palermo de Paraná. Tiene capacidad para 500 espectadores.
Está ubicado en Santo Domínguez 100, Paraná, Provincia de Entre Ríos.